# الهيئة المصرية العامة للثروة المعدنية
الهيئة المصرية العامة للثروة المعدنية هي هيئة حكومية مصرية تتبع وزارة البترول والثروة المعدنية وهي المكلفة بأنشطة الثروة المعدنية في مصر.

## التشريعات المنظمة
- قرار رئيس الجمهورية رقم 1470 لسنة 1964: بتنظيم قطاع الصناعة والثروة المعدنية.[1]
- قرار رئيس الجمهورية رقم 3723 لسنة 1965: بتنظيم قطاع الصناعة والثروة المعدنية والكهرباء.[2]
- قرار رئيس الجمهورية رقم 3724 لسنة 1965: بإنشاء المؤسسة المصرية العامة للأبحاث الجيولوجية والتعدين لتحل محل مصلحة الأبحاث الجيولوجية والتعدينية والمؤسسة المصرية العامة للتعدين ومصلحة المناجم والوقود وتتبع وزير الصناعة والثروة المعدنية والكهرباء.[3]
- قرار رئيس الجمهورية رقم 452 لسنة 1970: بإنشاء الهيئة المصرية العامة للمساحة الجيولوجية والمشروعات التعدينية لتحل محل المؤسسة المصرية العامة للأبحاث الجيولوجية والتعدين ويلحق بها مشروع الصندوق الخاص التابع للأمم المتحدة والمركز التعديني الملحق بمشروع التخطيط الإقليمى لمحافظة أسوان وتتبع وزير الصناعة والبترول والثروة المعدنية.[4]
- قرار رئيس الجمهورية رقم 1451 لسنة 1973: بتحديد إختصاصات وزارة البترول والثروة المعدنية.[5]
- قرار رئيس الجمهورية رقم 328 لسنة 1984: بنقل تبعية الهيئة المصرية العامة للمساحة الجيولوجية والمشروعات التعدينية لوزير البترول والثروة المعدنية.[6]
- قرار رئيس الجمهورية رقم 45 لسنة 1986: بتنظيم الهيئة المصرية العامة للمساحة الجيولوجية والمشروعات التعدينية.[7]
- قرار رئيس الجمهورية رقم 469 لسنة 1993: بنقل تبعية الهيئة المصرية العامة للمساحة الجيولوجية والمشروعات التعدينية لوزير الصناعة والثروة المعدنية.[8]
- قرار رئيس الجمهورية رقم 336 لسنة 2004: بنقل تبعية الهيئة المصرية العامة للمساحة الجيولوجية والمشروعات التعدينية لوزير البترول، وتغيير اسمها إلى الهيئة المصرية العامة للثروة المعدنية.[9]

### قوانين التعدين
- قانون رقم 136 لسنة 1948 في شأن المناجم والمحاجر.[10]
- قانون رقم 66 لسنة 1953 في شأن المناجم والمحاجر.[11]
  - ألغي بموجبه:
    - القانون رقم 136 لسنة 1948.

  - التعديلات:
    - قانون رقم 428 لسنة 1953.[12]
    - قانون رقم 77 لسنة 1954.[13]
    - قانون رقم 275 لسنة 1954.[14]
    - قانون رقم 336 لسنة 1954.[15]
    - قانون رقم 456 لسنة 1954.[16]
- قانون رقم 86 لسنة 1956 في شأن المناجم والمحاجر.[17]
  - ألغي بموجبه:
    - القانون رقم 66 لسنة 1953 (فيما عدا ما يخص خامات الوقود من أحكام).

  - التعديلات:
    - قانون رقم 71 لسنة 1957.[18]
    - قانون رقم 81 لسنة 1964.[19]
- قانون رقم 151 لسنة 1956 في شأن فرض رسم إنتاج على الأملاح التبخرية وتنظيم استغلالها.[20]
- قانون رقم 198 لسنة 2014 في شأن الثروة المعدنية.[21]
  - ألغي بموجبه:
    - القانون رقم 86 لسنة 1956.
    - القانون رقم 151 لسنة 1956.

  - التعديلات:
    - قانون رقم 145 لسنة 2019.[22]

  - اللائحة التنفيذية:
    - قرار رئيس مجلس الوزراء رقم 1657 لسنة 2015.[23]

### قوانين أخرى
- قانون رقم 61 لسنة 1958 في شأن منح الامتيازات المتعلقة باستثمار موارد الثروة الطبيعية والمرافق العامة وتعديل شروط الامتياز.[24]
  - التعديلات:
    - قانون رقم 152 لسنة 1960.[25]
- قانون رقم 27 لسنة 1981 في شأن تشغيل العاملين بالمناجم والمحاجر.[26]

## تاريخ تأسيس الهيئة
تكونت المساحة الجيولوجية المصرية عام 1896 بعدما تقدم «ليونز» رسميا ببرنامج إلى اللورد كرومر مبينا فيه مزايا إنشاء مساحة جيولوجية لمصر وتم انشائها بالفعل برئاسة «ليونز» وبعد عامين تكونت مصلحة المساحة المصرية والتي ضمت المساحة الجيولوجية ضمن أنشطتها. وتولى «ليونز» أيضا رئاستها.
أرسل «ليونز» خطابا ً إلي كل من الأستاذ «جود» أستاذ الجيولوجيا في الكلية الملكية للعلوم في لندن والأستاذ «مارر» الأستاذ بجامعة كامبردج يطلب منهما ترشيح ثلاثة من الجيولوجيين البريطانيين للعمل في مصر، فوقع الاختيار علي «توماس بارون» و «هيوج جون ليويللين بيدنل» و«لي سميث» وهذا الأخير كان من خريجي جامعة كامبردج ولم يطب له المقام في مصر فعاد إلى بلاده سنة 1897.
عاود «ليونز» الكتابة إلي الأستاذ «جود» يطلب ترشيح اثنين آخرين، فأوصى بتعيين الدكتور «جون بول» والدكتور «وليم فريزر هيوم» والأستاذ «كارل فون زيتل» بترشيح الدكتور الألماني «بلانكنهورن» كمتخصص بدراسة الحفريات عندما طلب ليونز رأيه في ذلك سنة 1897.
فأصبحت المساحة الجيولوجية الناشئة في سنة 1897 تضم «بارون» و «بيدنل» و «جون بول» و«هيوم» و «بلانكنهورن» تحت رئاسة «ليونز» وكانت تابعة لوزارة الأشغال العمومية التي يحرك دفتها السير «وليم جارستن» الصديق الوفي لليونز. وقد أدي هذا الرعيل الأول من الجيولوجيين أبحاثا جليلة في صحاري مصر.

## الأعمال البارزة
- تحديد خط الحدود الدولى مع تركيا فيما بين طابا على خليج العقبة ورفح على البحر المتوسط عام 1906، ولعب هذا العمل بالذات دورا مهما في إثبات حقوق مصر في منطقة طابا أمام هيئة التحكيم الدولية بعد الانسحاب الإسرائيلي من سيناء.
- تم إجراء دراسات إستطلاعية شملت كل أجزاء البلاد وسجلت نتائجها في أول خريطة جيولوجية بمقياس رسم 1: مليون نشرت عام 1912 في 6 لوحات ضمن أطلس مصر سنة 1928، بالإضافة إلى نشر العديد من التقارير الجيولوجية عن المياه الجوفية بالواحات والساحل الشمالي ودراسة بعض المغارات في طره والمعصرة كطلب الجيش، وخرائط أخرى تفصيلية لبعض المناطق استخراج الذهب من المناجم القديمة بالصحراء الشرقية والبحث عن خامات معدنية أخرى مما أدى إلى الكشف عن الفوسفات في وادى النيل بجنوب مصر وساحل البحر الأحمر والبترول بجمسا والمنجنيز في غرب سيناء.
- تم التوسع في استخراج البازلت من محاجر أبوزعبل وفتح مناجم الذهب في منطقتي السكرى وأم الروس ودراسات استكشاف خام الحديد في أسوان وإنتاج القصدير بمنطقة العجلة شمال مرسى علم على البحر الأحمر.
- في عام 1956، بدأت مرحلة جديدة في مسيرة المساحة الجيولوجية المصرية تحت مظلة وزارة الصناعة فالى جانب التخريط الجيولوجى تم إدخال طرق الإستكشاف الحديثة في مجال الإستكشاف التعدينى والدراسات الجيوفيزيقية والجيوكيميائية وزودت المساحة الجيولوجية المصرية بوحدات الحفر الآلى وأجهزة ومعدات اختبار الآبار وأجهزة حديثة للمعامل الكيميائية والمعدنية وتركيز الخامات ووسائل النقل الحديثة آنذاك كان لها أثر كبير في القيام بالأعباء التي ألقيت على عاتقها في سنواتها الأولى، وشملت إجراء مسح شامل للإمكانات التعدينية للبلاد لتوفير المواد الخام الأساسية لقطاع الصناعة وإعادة تقييم مناطق الخامات التعدينية المعروفة، ومن هذه المناطق على سبيل المثال:

1. مناطق النحاس في أم مسيوكى وأبوسويل والدرهيب
2. الرصاص والزنك في أم غيج وجبل الرصاص بمرسى علم
3. الألمنيت في أبوغلقة شمال حماطه في البحر الأحمر
4. الحديد في وادى كريم والدباح وجبل الحديد وأم نار في البحر الأحمر
5. الفحم في عيون موسى في سيناء
6. الفوسفات في المحاميد والسباعية وادى النيل والحمراوين ساحل البحر الأحمر
7. اكتشاف الفحم في منطقة المغارة بشمال سيناء عام 1958 ودراسات إستغلاله
8. تحديد ضخامة سمك طبقات الفوسفات بهضبة أبوطرطور 1967
9. تقييم رواسب الفوسفات بوادى النيل
10. دراسة صخور النيفيلين سيانيت في أبوخروق جنوب الصحراء الشرقية لإستغلالها كخام للألومنيوم
11. حصر مناطق الحجر الجيرى الصالح للأغراض الصناعية بوادى النيل والطفلات بأسوان وسيناء أبوزنيمة
12. تتبع خام الحديد في مناطق الواحات البحرية

- وفي عام 1965، إنضمت جميع شركات التعدين القائمة في ذلك الحين إلى المساحة الجيولوجية المصرية حتى عام 1970 حيث إنفصلت شركات التعدين عنها واصبحت تحت راية (المؤسسة المصرية العامة للتعدين) في عهد الرئيس جمال عبد الناصر.
- تعددت مسمياتها من (مصلحة المساحة المصرية) إلى (مصلحة المناجم والمحاجر المصرية) إلى (المؤسسة المصرية العامة للابحاث الجيولوجية والتعدين) ثم انقسمت إلى كيانين مستقلين هما (المؤسسة المصرية العامة للتعدين)، (الهيئة المصرية العامة للمساحة الجيولوجية) حتى تغيرت إلى اسمها الحالى.
- ومنذ عام 1990، قد ساهمت المساحة الجيولوجية المصرية في دراسات وبحوث الجيوتقنية لتحديد نوع الصخور وأماكن الصدوع السطحية والتحت سطحية وكذلك أماكن التكهفات بالذات الأماكن التي بها الحجر الجيرى وتحديد الأماكن الخطرة جيولوجيا لوزارة الإسكان والمرافق ومحافظات الجمهورية بمشروعات إنشاء المدن الجديدة مثل مدينة 15 مايو، الفيوم الجديدة، بني سويف الجديدة، رأس غارب، مرسى علم، توشكى الجديدة، أسيوط الجديدة.
- كُلفت المساحة الجيولوجية المصرية بدراسات الجيوتقنية والجيولوجية للمفاعل النووى التجريبى الثاني بمنطقة أنشاص في عام 1994 وكذلك لتحديد مكان محطة الرفع في توشكى 2002.
- كان للمساحة الجيولوجية المصرية دور في مواجهة الكوارث الطبيعية مثل زلزال شدوان 1969 ودهشور جنوب القاهرة 1992 والعقبة 1993 و1995 وكذلك السيول عام 1994 و1995 بالبحر الأحمر ووادى النيل ذلك بعمل دراسات تفصيلية ولتحديد الأماكن الخطرة.
- لعبت المساحة الجيولوجية المصرية دورا مهما في دراسة الانهيارات الصخرية لهضبة المقطم بمنشية ناصر ومدينة الحرفيين والدويقة حيث قدمت التقايير الجيولوجية لنيابة العامة لأن المساحة الجيولوجية المصرية هي الجهة المنوطه والمعنية بالدولة لهذا العمل.
- في عام 1984، ضمت المساحة الجيولوجية المصرية إلى وزارة البترول وأضيف إلى مهامها الأصلية، وهي التخريط الجيولوجى وإستكشاف وتقييم مصادر الثروة النعدنية، إمكانية إنشاء شركات تقوم بإستغلال هذه الثروات سواء بمفردها أو بالمشاركة مع الشركات العالمية المتخصصة في هذا المجال، وقد تحقق بنجاح في هذا المجال بإنشاء شركة سيناء للفحم كأول شركة تعدين تملكها الهيئة وكذلك إنشاء الشركة المصرية للتعدين 2003 وساهمت الهيئة بشركة فوسفات مصر (مشروع فوسفات أبوطرطور سابقا) كما ساهمت بشركة جنوب الوادى للتعدين 2010.
- أيضاً، تم توقيع ست إتفاقيات مع شركات عالمية للبحث عن الذهب والكبريت والمعادن الاقتصادية بالرمال السوداء.

وكذلك عمل مزايدة عالمية لبعض أماكن تواجد الذهب بجنوب الصحراء الشرقية عامى 2006 و2009 حيث تم عمل العديد الإتفاقيات مع الشركات العالمية لأستخلاص الذهب.
- عمل دراسات تقدير المخاطر من الرمال المتحركة واختيار أفضل مسار لخط الغاز بين حقل الفيروز إلى محطة التكرير بشمال سيناء 2007.
- أيضا، مشروع أستكشاف الحديد بجبل كامل شرق العوينات وتواجد المياه الجوفية 2007.[27]

## خدمات الهيئة
في إطار الخطة القومية لنشر تكنولوجيا المعلومات، تقوم الهيئة المصرية العامة للثروة المعدنية، وزارة البترول، بتطوير بوابتها الإلكترونية، بما يخدم المستثمرين ويسهل على جمهور المتعاملين الاستفادة من خدمات الهيئة المختلفة.
ويهدف المشروع إلى تقديم الخدمات المعلوماتية المحدثة لعملاء الهيئة والمستفيدين من خلال الإنترنت، وذلك بإتاحة محتوى معلوماتي ضخم ومتجدد عن الهيئة، تاريخها وإنجازاتها وقطاعاتها المختلفة. كما يهدف إلى تقديم أخبار الهيئة وما يتعلق بها من نشرات ومشاريع ومزايدات ومناقصات، إلى جانب التعريف بخدمات الهيئة وإتاحتها عبر الإنترنت.
تشمل خدمات الهيئة التي يقدمها المشروع الآتي:
1. توفير البيانات الخاصة بالدارسات إجراء الدراسات الجيولوجية والجيوفيزيقية للخامات المختلفة
2. توفير بيانات عن إجراء عمليات الحفر الآلي للبحث عن الخامات المعدنية والمياه الجوفية
3. توفير بيانات عن الدراسات المعملية المختلفة (كيميائية، معدنية، تركيز واستخلاص، خواص طبيعية)
4. إصدار تراخيص البحث وعقود الاستغلال لخامات المناجم
5. توفير بيانات عن الدراسات الجيوتقنية والمخاطر الطبيعية لواقع المدن الجديدة
6. توفير بيانات عن نتائج فحص العينات المصدرة للخارج
7. إتاحة التقارير غير المنشورة والمنشورة من ببليوجرافية جيولوجيا مصر للباحثين
8. إتاحة المعلومات للمستثمرين عن الخامات المصرية ومواد البناء من قاعدة البيانات الميتالوجينية
9. الاطلاع على الأبحاث المنشورة والكتب العلمية والمراجع والدوريات بالمكتبة
10. الاطلاع على الخرائط الطبوغرافية والجيولوجية والصور الجوية
11. الاطلاع على الرسائل العلمية الجامعية

كما يقوم المشروع بعرض فرص الاستثمار، والشروط والقوانين التي تحكمها، بما في ذلك عروض المناقصات والمزايدات والممارسات المختلفة. وكذلك يعرض المشروعات القائمة تحت إشراف الهيئة بما في ذلك معلومات عن الشركات القائمة بالتنفيذ وخطوات المشاريع والوضع الحالي، وإتباع معايير ضمان الجودة ومطابقة الموقع للمعايير القياسية.

## الشركات التابعة
تتبع الشركة العديد من الشركات التي تختلف في نشاطاتها، ومنها
| المصرية للثروات التعدينية قطاع عام | شلاتين للثروة المعدنية | حمش لمناجم الذهب | فوسفات مصر (فوسفات أبو طرطور سابقا) | السكري لمناجم الذهب | كوارتز مصر | تنتالم إيجيبت |

## رؤساء الهيئة
- ياسر رمضان.[28]
- خالد محسن الششتاوي.[29]
- أسامة فاروق فؤاد.[30][31]
- أيمن خليل الساعي.[31][32]
- عمر طعيمة.[31]
- مسعد هاشم أبو العلا.[31]
- فكري يوسف.[31]
- مصطفى البحر.[31]
- حسين حمودة.[31]
- شريف سوسة.[31]
- أبو الحسن عبد الرؤوف سليمان.[31]
- أحمد سويدان.[31]
- محمد الحناوي.[31]
- جابر نعيم.[31]
- أحمد عاطف دردير.[31]
- نبيل عبد الهادي.[31]
- أحمد عبد الحليم حسن.[31]
- إبراهيم كامل.[31]
- محمود فوزي الرملي.[31]
- محمود زعطوط.[31]
- جلال الدين علي مصطفى.[31]
- رشدي سعيد.[31]
- أحمد توفيق.[31]
- عثمان محرم محجوب.[31]
- صلاح الدين العقاد.[31]
- رياض حجازي.[31]
- محمود إبراهيم عطية.[31]
- O. H. Little.[31]
- وليم فريزر هيوم W. F. Hume.[31]
- H. G. Lyons.[31]